# Missing...Presumed Having a Good Time
Missing...Presumed Having a Good Time is een studioalbum en het debuutalbum van The Notting Hillbillies, uitgebracht in 1990.

## Nummers
1. Railroad Worksong 5:27
2. Bewildered 2:35
3. Your Own Sweet Way 4:31
4. Run Me Down 2:23
5. One Way Gal 3:09
6. Blues Stay Away From Me 3:49
7. Will You Miss Me 3:49
8. Please Baby 3:49
9. Weapon Of Prayer 3:08
10. That's Where I Belong 2:50
11. Feel Like Going Home 4:52